# Amblin Entertainment
A Amblin Entertainment amerikai filmgyártó cég, amelynek tulajdonosa Steven Spielberg producer-rendező.

## Rendezései
- A Fabelman család (2023)
- West Side Story (2021)
- Ready Player One (2018)
- A Pentagon titkai (2017)
- A barátságos óriás (2016)
- Kémek hídja (2015)
- Lincoln (2012)
- Hadak útján (2011)
- Tintin kalandjai (2011)
- Indiana Jones és a kristálykoponya királysága (2008)
- München (2005)
- Világok harca (2005)
- Terminál (2004)
- Kapj el, ha tudsz (2002)
- Különvélemény (2002)
- A. I. – Mesterséges értelem (2001)
- Ryan közlegény megmentése (1998)
- Az elveszett világ: Jurassic Park (1997)
- Amistad (1997)
- Schindler listája (1993)
- Jurassic Park (1993)
- Hook (1991)
- Indiana Jones és az utolsó kereszteslovag (1989)
- Örökké (1989)
- A nap birodalma (1987)
- Bíborszín (1985)
- Indiana Jones és a végzet temploma (1984)
- E. T., a földönkívüli (1982)
- Az elveszett frigyláda fosztogatói (1981)
- Meztelenek és bolondok (1979)
- Harmadik típusú találkozások (1977)
- A cápa (1975)
- Sugarlandi hajtóvadászat (1974)
- Párbaj (1971)
- Columbo - 1. epizód: Murder by The Book (1971)

## Fordítás
- Ez a szócikk részben vagy egészben  az   Amblin Entertainment című angol Wikipédia-szócikk fordításán alapul.  Az eredeti cikk szerkesztőit annak laptörténete sorolja fel. Ez a jelzés csupán a megfogalmazás eredetét és a szerzői jogokat jelzi, nem szolgál a cikkben szereplő információk forrásmegjelöléseként.